# Stazione di Lido di Classe-Lido di Savio
La stazione di Lido di Classe-Lido di Savio è una stazione ferroviaria a servizio del comune di Ravenna, posta sulla linea Ferrara-Rimini.
A dispetto della denominazione, la stazione non si trova in nessuna delle due località costiere di Lido di Classe e Lido di Savio, dalle quali dista circa 3,5 km la prima e circa 5 km la seconda. L'esatta localizzazione è Savio, frazione del Comune di Ravenna, situata nell'entroterra.

## Storia
La stazione venne inaugurata ufficialmente il 1º settembre 1884, in concomitanza con l'apertura del tronco Ravenna-Cervia della ferrovia Ferrara-Rimini.
Il nome originale attribuito alla stazione era Savio, dall'omonima frazione di Ravenna servita. Agli inizi degli anni settanta il nome è stato modificato nell'attuale.

## Strutture e impianti
La gestione degli impianti è affidata a Rete Ferroviaria Italiana (RFI), mentre la pulizia e la manutenzione degli spazi aperti al pubblico è affidata al Comune.

### Fabbricati
Il fabbricato viaggiatori è una struttura in muratura a due piani. Il piano terra ospita un bar e locali tecnici non accessibili al pubblico. Il primo piano è adibito ad abitazione privata.
Accanto al fabbricato viaggiatori è presente un piccolo edificio che ospita i servizi igienici.
La stazione dispone di uno scalo merci, oggi in disuso, con annesso magazzino (in mattone, di architettura molto simile agli altri magazzini merci delle stazioni ferroviarie italiane).
Il piazzale dispone di 2 binari, tutti dedicati al servizio passeggeri. Il binario 2 è il binario di corsa, il binario 1 viene usato per precedenze e incroci.
Originariamente la stazione era dotata di 3 binari per il servizio passeggeri; nel 2005 il binario 3 è stato soppresso per l'avvio dei lavori di costruzione del sottopassaggio di collegamento fra i binari 1 e 2, conclusi nel 2009.
Vi sono inoltre alcuni binari tronchi a servizio dello scalo merci, che attualmente vengono utilizzati da RFI per ricoverare mezzi di servizio.

## Movimento
La stazione è servita da treni regionali svolti da Trenitalia Tper (controllata dal gruppo Ferrovie dello Stato e da TPER) nell'ambito del contratto di servizio stipulato con la Regione Emilia-Romagna.
In totale sono circa cinquanta i treni che effettuano servizio in questa stazione, principalmente di categoria regionale. Nel periodo estivo vengono effettuati anche servizi a media percorrenza a servizio dei turisti diretti al vicino parco di Mirabilandia (distante circa 3 km) o alle località costiere.
La stazione è impresenziata; la circolazione dei treni è regolata dal Dirigente Centrale Operativo con sede a Bologna Centrale.
Al 2007, l'impianto risultava frequentato da un traffico giornaliero medio di circa 380 persone.
A novembre 2019, la stazione risultava frequentata da un traffico giornaliero medio di circa 264 persone (124 saliti + 140 discesi).

## Servizi
La stazione è classificata da RFI nella categoria "Silver".
- Biglietteria automatica (solo biglietti regionali)
- Biglietteria self-service,
- Sottopassaggio
- Interscambio autolinee
- Bar
- Servizi igienici

## Interscambi
La stazione è collegata con Mirabilandia con un servizio di autobus dedicato a pagamento, con fermata nel piazzale esterno della stazione. È attivo nelle giornate di apertura del parco, in coincidenza con l'arrivo e la partenza dei treni.